# Салліван Тауншип (округ Тайога, Пенсільванія)
Салліван Тауншип (англ. Sullivan Township) — селище (англ. township) в США, в окрузі Тайога штату Пенсільванія. Населення — 1466 осіб (2020).

## Демографія
Згідно з переписом 2010 року, у селищі мешкали 1453 особи в 551 домогосподарстві у складі 407 родин. Було 649 помешкань
Расовий склад населення:
| - 97,9 % — білих - 0,5 % — азіатів - 0,2 % — корінних американців - 0,1 % — чорних або афроамериканців |

До двох чи більше рас належало 1,0 %. Частка іспаномовних становила 0,9 % від усіх жителів.
За віковим діапазоном населення розподілялося таким чином: 24,7 % — особи молодші 18 років, 59,5 % — особи у віці 18—64 років, 15,8 % — особи у віці 65 років та старші. Медіана віку мешканця становила 42,7 року. На 100 осіб жіночої статі у селищі припадало 95,6 чоловіків;  на 100 жінок у віці від 18 років та старших — 100,4 чоловіків також старших 18 років.
Середній дохід на одне домашнє господарство  становив 71 163 долари США (медіана — 58 333), а середній дохід на одну сім'ю — 71 481 долар (медіана — 60 982). За межею бідності перебувало 4,7 % осіб, у тому числі 6,7 % дітей у віці до 18 років та 0,7 % осіб у віці 65 років та старших.
Цивільне працевлаштоване населення становило 744 особи. Основні галузі зайнятості: освіта, охорона здоров'я та соціальна допомога — 18,8 %, сільське господарство, лісництво, риболовля — 12,4 %, виробництво — 10,5 %, будівництво — 10,3 %.